# Sylvanus Olympio
Sylvanus Epiphanio Olympio (6 de setembro de 1902 - 13 de janeiro de 1963) foi um político nacionalista togolês que atuou como primeiro-ministro, e depois como presidente do seu país, de 1958 até seu assassinato em 1963.

## Vida
Pertencente à família Olympio, cujos membros eram descendentes de Francisco Olympio da Silva (1833 – 1907), afro-brasileiro retornado do Brasil à África Ocidental, no século XIX, traficante de escravos e fundador de uma das famílias mais proeminentes do Togo. Seu tio, Octaviano Olympio, foi um dos fundadores de Lomé e uma das pessoas mais ricas do Togo, no início de 1900.
Depois de se formar na London School of Economics, Sylvanus Olympio trabalhou para a Unilever, tornando-se gerente geral das operações africanas da empresa. Após a Segunda Guerra Mundial, Olympio destacou-se por sua atuação para a independência do Togo. Seu partido venceu as eleições de 1958, e ele se tornou o primeiro-ministro do país. Sua liderança foi consolidada quando o Togo conseguiu a independência, e ele venceu as eleições de 1961, tornando-se o primeiro presidente do Togo. 
Olympio foi assassinado durante um golpe de estado, em 1963.